# Lotta aerea antincendio

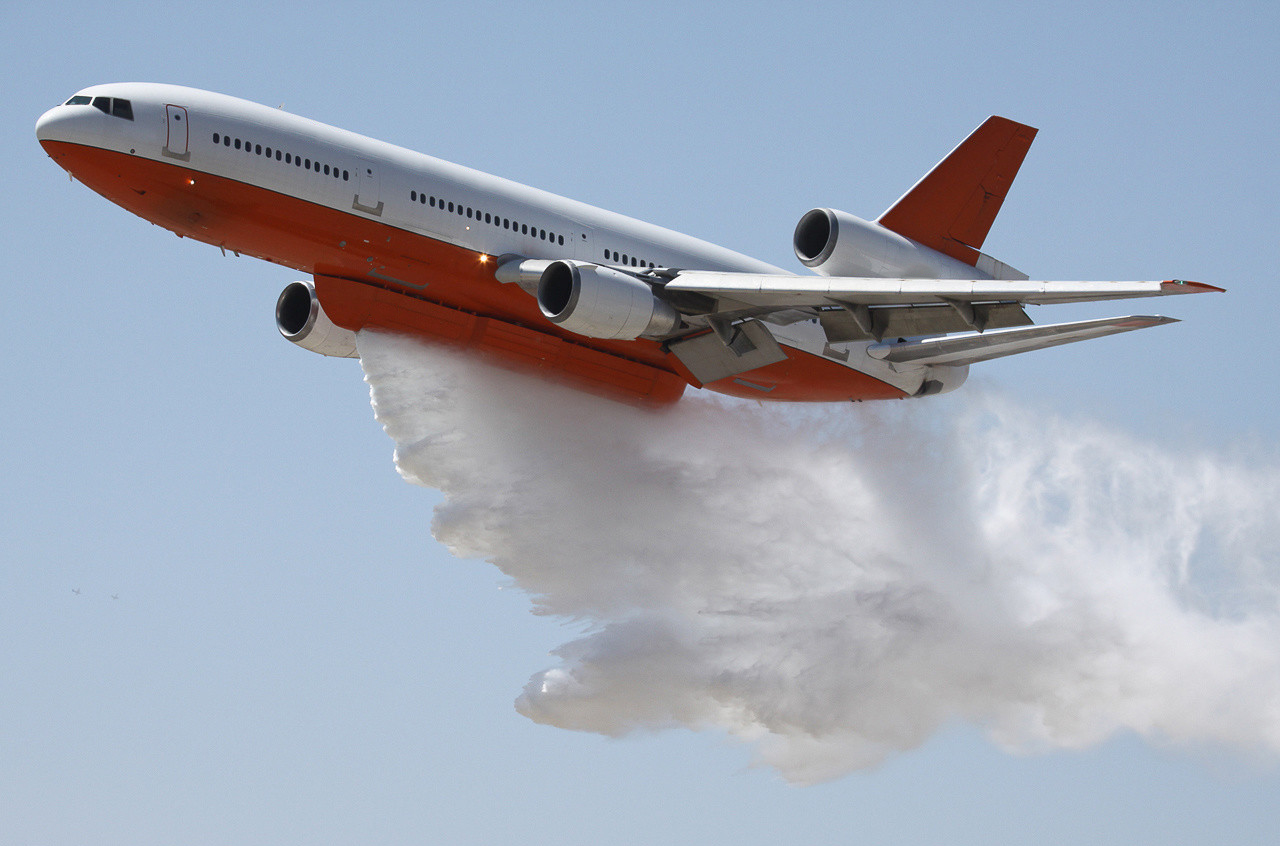
Tanker 910 durante una dimostrazione

La lotta aerea antincendio è un metodo per contrastare l'espandersi degli incendi boschivi spesso in aree impervie e difficili da raggiungere via terra. A seconda della morfologia del territorio e del tipo di intervento, vengono usati una vasta gamma di velivoli, che dotati di carichi d'acqua o liquidi ritardanti, contrastano l'espandersi delle fiamme. In Italia la lotta antincendio con i mezzi aerei viene effettuata sotto la direzione del direttore delle operazioni di spegnimento (DOS).

## Termine

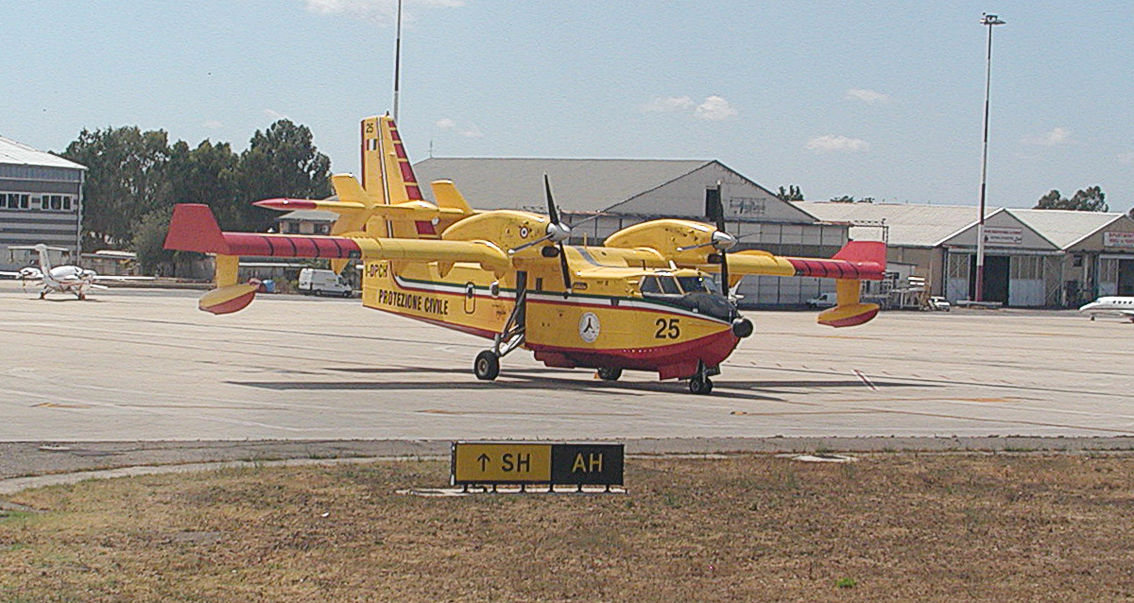
Un Canadair della protezione civile fotografato all'aeroporto di Ciampino (attualmente in forza al Corpo nazionale dei vigili del fuoco)

In passato furono coniati una ampia gamma di termini per questo tipo di interventi, che si potevano riferire sia ai metodi utilizzati che agli apparecchi impiegati. Si parla quindi di "Airtanker" o "water bomber" quando ci si riferisce a velivolo ad ala fissa, mentre si preferisce utilizzare il termine in inglese di "Helitak" (helicopter attack)., quando vengono impiegati elicotteri. Un altro termine utilizzato molto di frequente da parte della stampa e dai media per velivoli ad ala fissa è quello di "fire bomber" o "borate bomber".
Contrariamente a quanto avviene per la stampa ed i media, l'industria aeronautica che fornisce questi velivoli utilizza quasi sempre il termine "air attack" (attacco aereo) indifferentemente se ad essere utilizzati sono elicotteri o aerei. Ciò nonostante non di rado essa tende a differenziare il termine usato a seconda del tipo di compito svolto dagli apparecchi. Si parla quindi di "initial attack" (attacco preventivo) o "first-response" (prima risposta), quando si interviene sul nascere di un incendio prima che questo possa assumere dimensioni difficili da controllare. Altrettanto si parla di "aviation assets" (assetti, risorse aeree) quando ad essere impiegati sul luogo dell'incendio sono esclusivamente mezzi aerei. Quando si interviene poi su incendi di vaste dimensioni, dove si rende necessario l'impiego di una vasta gamma di velivoli su ampi territori si usa normalmente il termine di "Extended attack" (attacco esteso).

## Equipaggiamento
L'equipaggiamento impiegato per la lotta antincendio aerea può essere molto ampio comprendendo come già detto velivoli ad ala fissa di varie dimensioni, come anche una vastissima gamma di elicotteri ottimizzati a seconda del tipo di missione che devono svolgere. Basti pensare che nell'anno 2003 negli Stati Uniti d'America il solo U.S. Forest Service e Bureau of Land Management aveva in servizio attivo tra velivoli propri a noleggio o in leasing più di mille apparecchi, con una spesa annua che superava i 250 milioni di dollari.

## Elicotteri

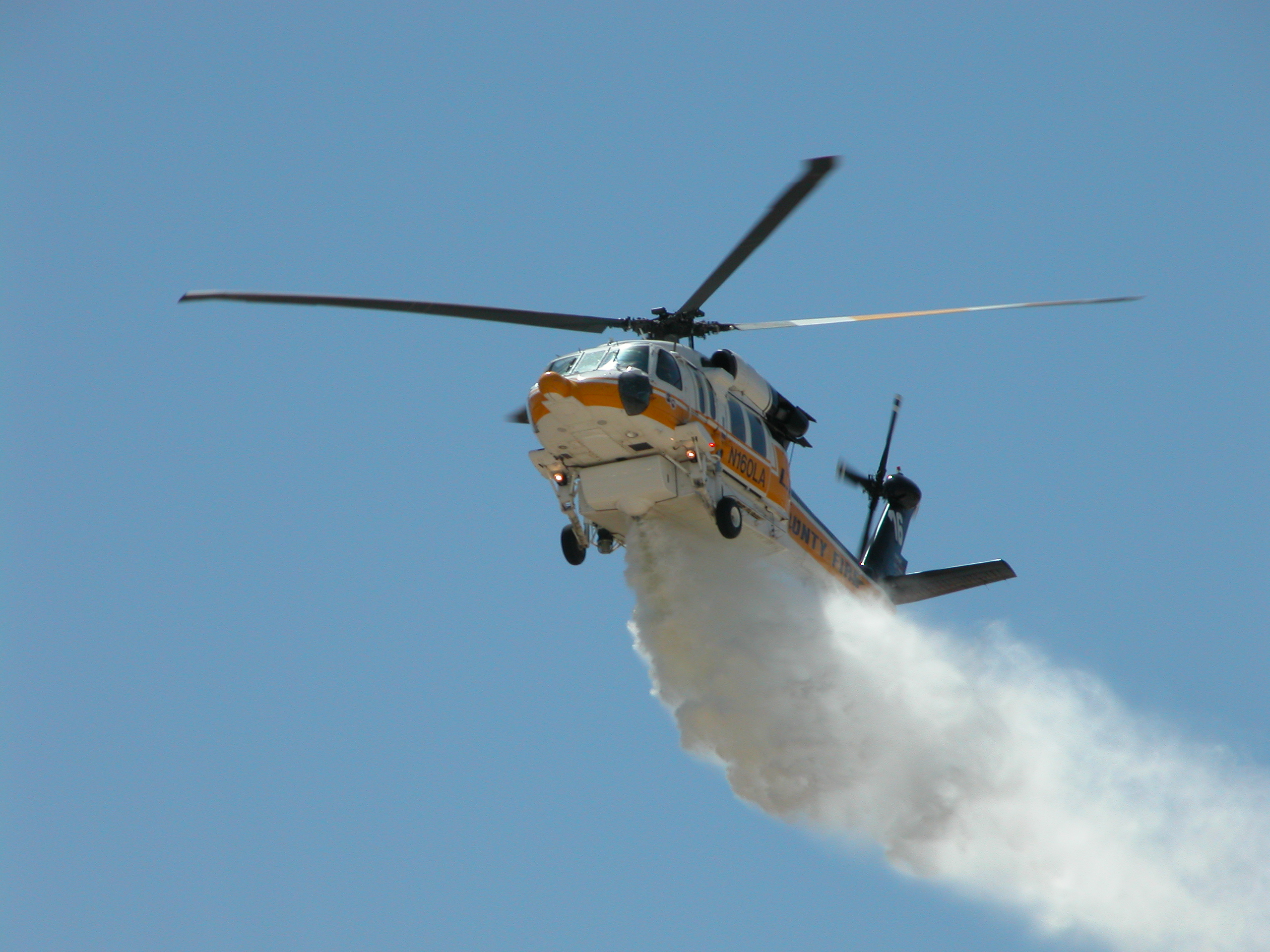
Un sikorsky S-70 mentre lancia dell'acqua

Gli elicotteri utilizzati per la lotta antincendio possono essere dotati sia di serbatoi interni che di benne sospese al gancio baricentrico. Le benne (buckets in inglese) vengono normalmente riempite immergendole in laghi, fiumi o vasche portatili, mentre i serbatoi imbarcati devono essere riempiti a terra, dopo che il velivolo è atterrato. Unica eccezione alla regola è data dall'Erickson S-64 Aircrane e dal Bell 204 in allestimento antincendio, che dotati di lunghi snorkel possono pompare l'acqua dalla superficie del lago o fiume e riempire così la cisterna della quale sono dotati senza dovere atterrare.

## Velivoli

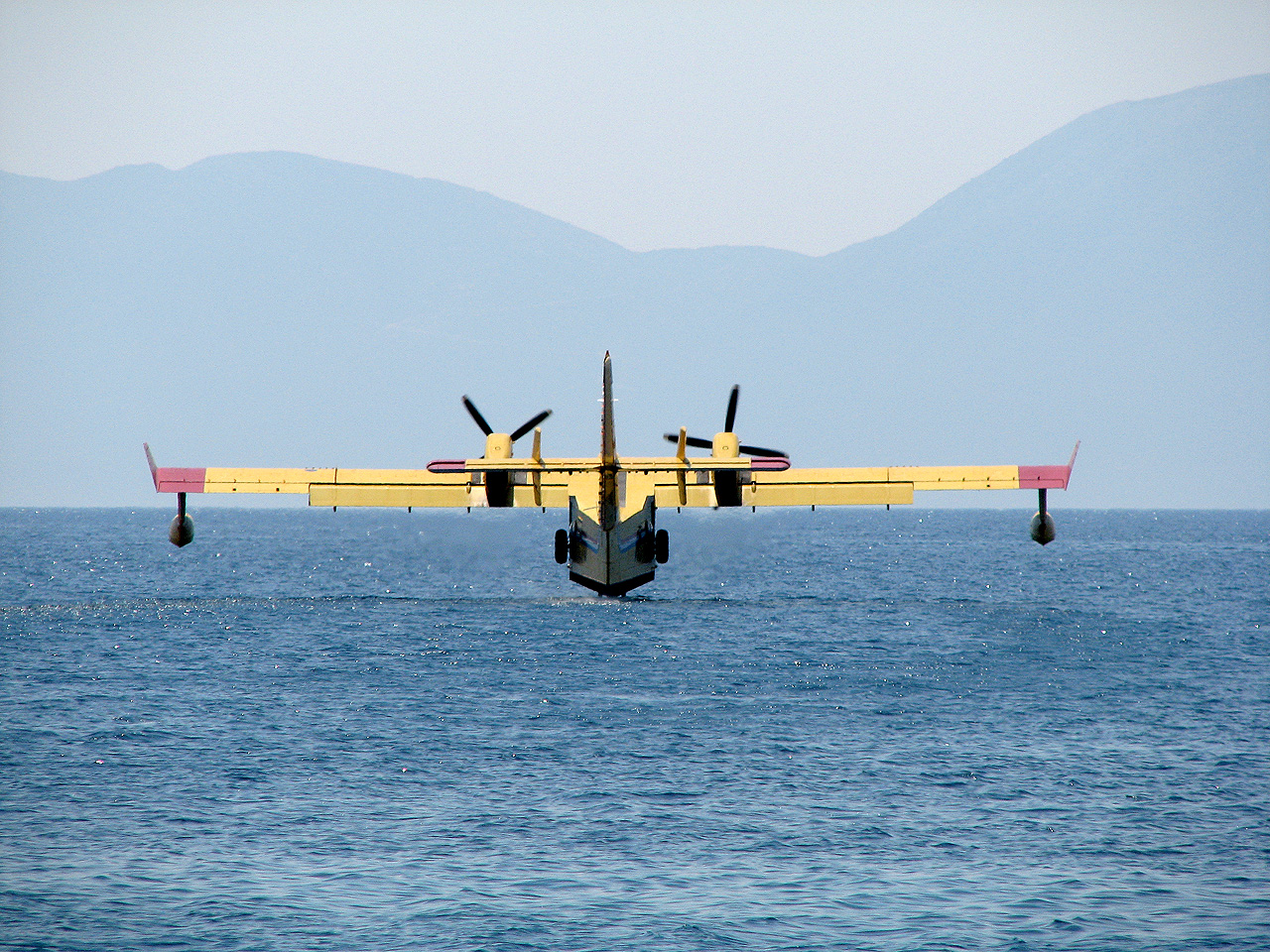
Canadair CL-415

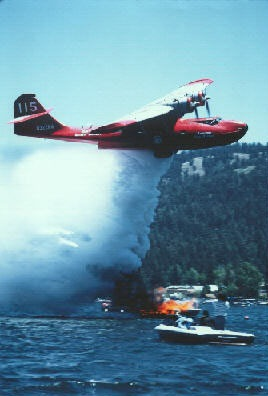
Un PBY Catalina flying boat

Gli aerei antincendio, o airtanker, o water bomber, sono normalmente velivoli ad ala fissa dotati di grandi serbatoi che possono essere riempiti a terra dopo che il velivolo è atterrato. Velivoli con capacità anfibie, quali i Canadair CL-415 possono invece posarsi direttamente sulla superficie del mare o dei laghi e riempire i propri serbatoi senza l'ausilio di altre apparecchiature.
Nel corso dei decenni a partire dagli anni del dopoguerra furono usati vari tipi di velivoli. Inizialmente si utilizzarono i vecchi bombardieri della seconda guerra mondiale radiati dal servizio e riadattati a questa funzione. Per molti anni questi velivoli svolsero la funzione di serbatoi volanti prima di essere sostituiti da velivoli costruiti appositamente per questo scopo.
Tra i velivoli divenuti famosi nel ruolo antincendio ci sono sicuramente i SEATs (Single Engine Air Tankers), piccoli aerei che venivano impiegati nell'agricoltura per spruzzare i campi con pesticidi e che riadattati al ruolo di velivoli antincendio potevano trasportare 3.000 litri di acqua o liquido ritardante. Nel ruolo di cisterne aeree di dimensione media furono invece spesso utilizzati dei Grumman S-2 Tracker, che rimotorizzati con motori a turbina al posto dei vecchi motori a pistoni vennero utilizzati per molti anni negli Stati Uniti dal California Department of Forestry & Fire Protection, mentre velivoli quali il Douglas DC-4, il Douglas DC-7, il Lockheed C-130 Hercules, il P-2V Neptune o il P-3 Orion furono impiegati nel ruolo di aereo antincendio di grandi dimensioni. Attualmente i velivoli più grandi utilizzati nel ruolo antincendio sono due Martin Mars flying boats utilizzati nella Columbia Britannica capaci di caricare 27.000 litri di liquido e un McDonnell Douglas DC-10  capace di caricare 45.000 litri di liquido. In Russia il ministero per le emergenze russo utilizza due Ilyushin Il-76 modificati, che hanno una capacità massima ipotetica di 56.000 litri. Nel frattempo la Evergreen International Aviation sta sviluppando una versione modificata di un B-747 nota con il nome di Evergreen Supertanker, che dovrebbe avere una capacità di carico che si aggirerebbe intorno ai 94.850 litri.
Tra i velivoli che divennero famosi nel ruolo di velivoli antincendio va sicuramente anche citato l'idrovolante Consolidated PBY Catalina, che simile al suo predecessore utilizzato durante la Seconda guerra mondiale, fu uno dei velivoli più utilizzati in questo ruolo. Non meno famosi sono anche il Canadair CL-215 Scooper ed il Bombardier CL-415 SuperScooper, che invece furono appositamente progettati come velivoli antincendio. Un altro velivolo forse meno famoso, ma certamente dalle grandi potenzialità che fu utilizzato anche in Italia è il Beriev Be-200, che con i suoi 12.000 litri può vantare una capacità di tutto rispetto.

## Fleet grounding
La maggior parte dei velivoli antincendio degli Stati Uniti d'America è costituita da velivoli privati, che vengono noleggiati dalle autorità statunitensi per essere messi a disposizione della Guardia Nazionale, del corpo dei Marines o dei Vigili del fuoco. In seguito alla perdita di due velivoli, un C-130A ed un Consolidated PB4Y-2 Privateer nell'estate del 2002, causata dall'affaticamento dei materiali di questi due mezzi, il 10 maggio 2004 il U.S. Forest Service e il Bureau of Land Management annunciarono di annullare i contratti di noleggio dei velivoli stipulati con 33 ditte, a causa della mancata manutenzione di questi aerei.

## Tattiche

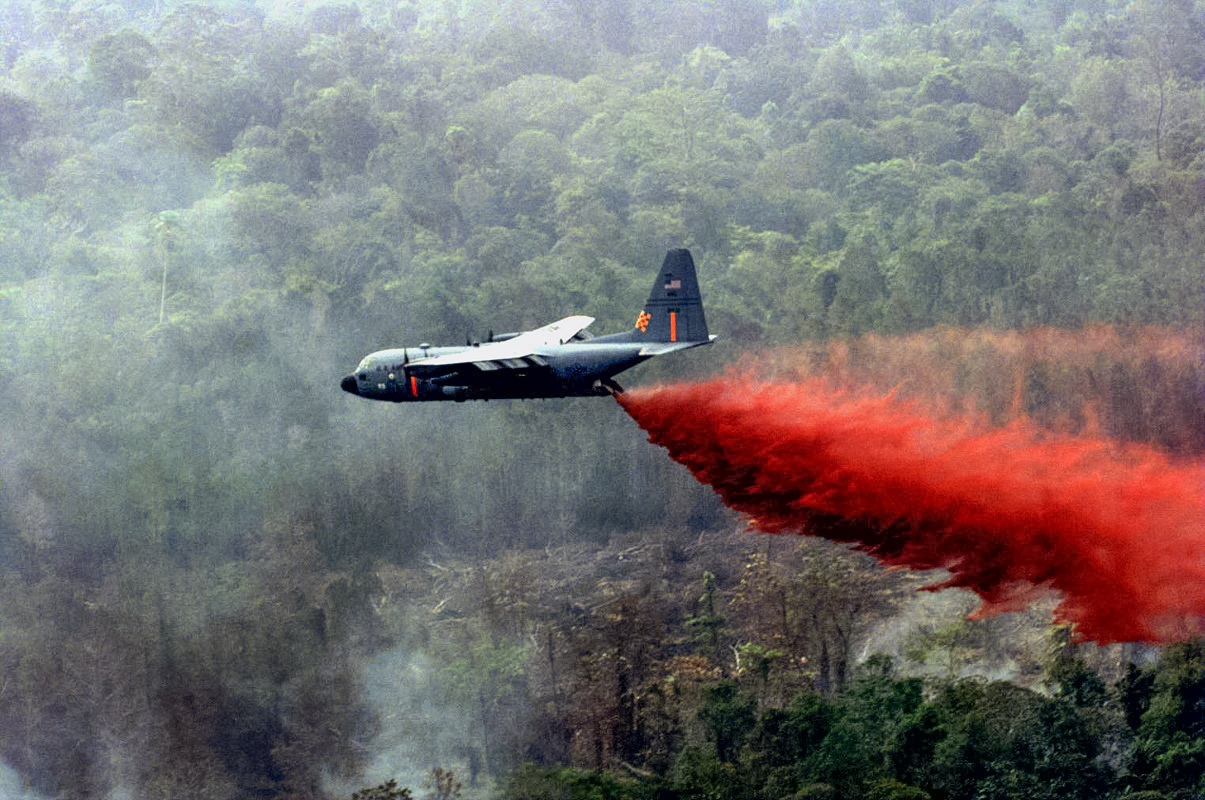
Un C130 dotato di sistema MAFFS rilascia una grande quantità di liquido ritardante

A seconda dei velivoli che si impiegano per contrastare l'espandersi delle fiamme si utilizzano tattiche diverse. Gli elicotteri che possono sorvolare con maggiore facilità i siti interessati tendono a gettare l'acqua direttamente sulle fiamme. Specialmente gli Erickson S-64 Aircrane che dispongono di una grande capacità di carico sono stati dotati di un sistema di rilascio controllato da microprocessori di bordo che rilasciano il liquido in funzione dell'area che devono coprire, della velocità di volo e della velocità del vento. Per i velivoli ad ala fissa è invece fondamentale l'avvicinamento, in quanto contrariamente agli elicotteri non possono moderare la velocità in prossimità della zona di rilascio. Per ottimizzare quindi l'impiego di questi velivoli si rende necessario stabilire a priori le zone di rilascio e la rotta che devono seguire per raggiungere i siti individuati dove impiegare il liquido ritardante o l'acqua. Non di rado si utilizzano quindi velivoli per coordinare gli "Airtanker", chiamati anche "Spotter", e velivoli che volano in testa all'"Airtanker", chiamati Lead, che guidano gli "Airtanker" sui punti prestabiliti dove rilasciare i liquidi.
A seconda del liquido utilizzato si può quindi procedere con un rilascio direttamente sull'area interessata dall'incendio o in zone dove si vuole evitare che le fiamme si propaghino. Normalmente si impiega quindi l'acqua per gettarla direttamente sulle fiamme, mentre il liquido ritardante viene normalmente utilizzato per creare delle strade taglia fuoco lì dove non è possibile raggiungere le zone via terra per creare un vallo artificiale che impedisca il propagarsi delle fiamme.
Gli elicotteri possono essere infine anche utilizzati per trasportare sul posto unità di vigili del fuoco, quando il terreno eccessivamente accidentato non permette di raggiungere queste zone via terra.

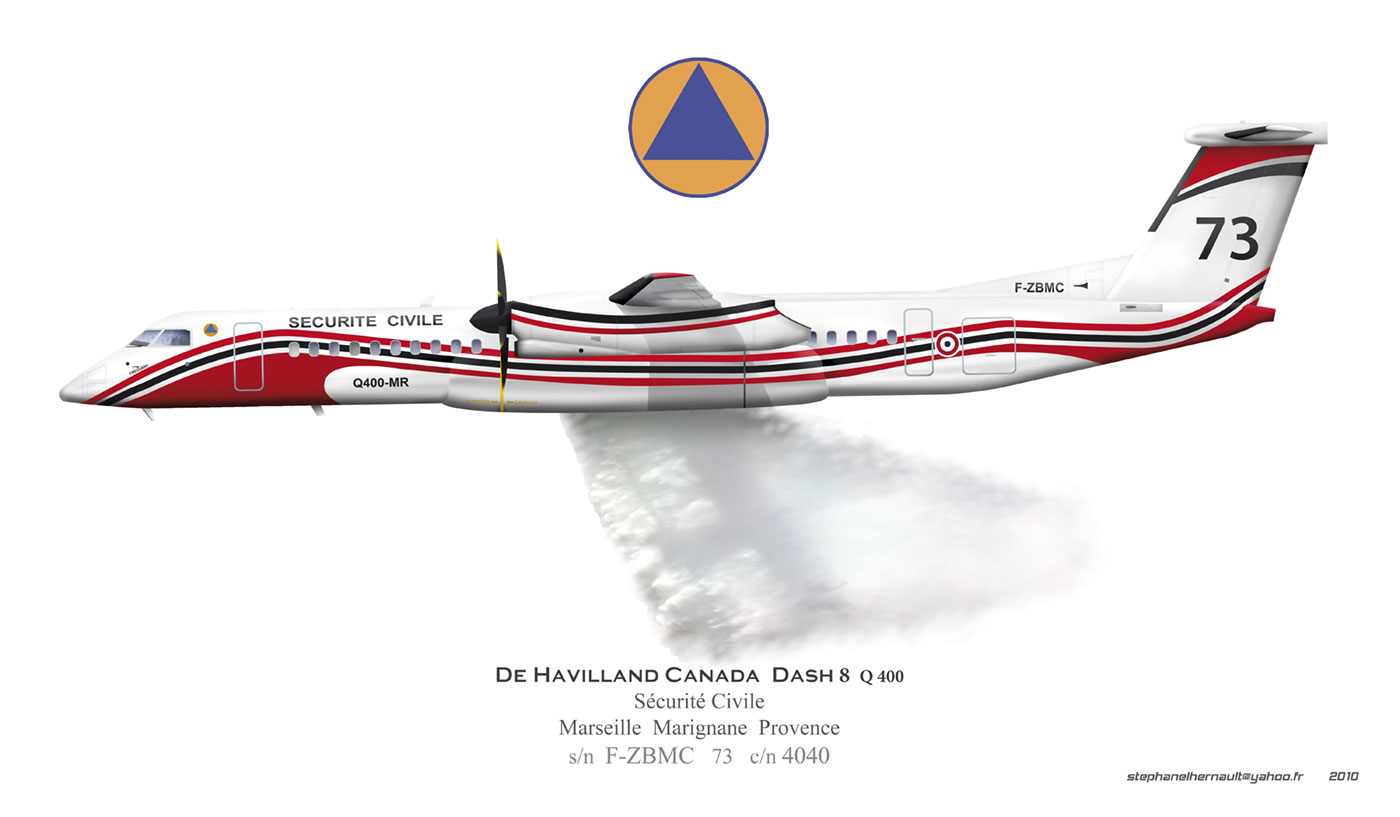
Dash8 Q400 Sécurité Civile France